# エミール・ブッシュ
エミール・ブッシュ (Emil Busch AG ) はドイツのラテノウに存在した光学器械総合メーカーである。カメラ、レンズ、双眼鏡、顕微鏡等幅広く生産した。日本では軟焦点レンズ「ニコラ・ペルシャイト」を生産したことで有名である。

## 歴史
- 1792年 - ヨハン・ハインリヒ・アウグスト・ドゥンカー（Johann Heinrich August Duncker 、1767年-1843年）がラテノウで光学製品の製造販売を始めた。
- 1819年 – アウグスト・ドゥンカーの息子であるエドゥアルド・ドゥンカー（Eduard Duncker 、1797年-1878年）が会社を引き継いだ。
- 1845年 - エドゥアルド・ドゥンカーには子供がなく、甥であるエミール・ブッシュ（Emil Busch 、1820年-1888年）が会社を引き継いだ。
- 1852年 – カメラ生産に参入した。
- 1872年 – 社名をエミール・ブッシュ (Emil Busch AG ) に変更。